# Alan de Solminhac
Alan de Solminihac CRL (ur. 25 listopada 1593 w Saint-Aquilin, zm. 31 grudnia 1659 w Mercuès) – francuski biskup, opat, kanonik regularny, błogosławiony kościoła katolickiego.
W roku 1619 został augustiańskim kanonikiem regularnym w opactwie w Périgueux we Francji. Cztery lata później powierzono mu kierowanie opactwem, w którym przywrócił pierwotną dyscyplinę. W 1636 r. został mianowany biskupem Cahors. Pełnił tę posługę aż do śmierci. Kontynuował dzieło odnowy klasztorów i ewangelizował parafian. Wizytował kilkakrotnie każdą parafię w swojej diecezji. Założył seminarium, fundował przytułki, przewodził kilku synodom i dał im statuty. Przywrócił tradycyjną pobożność i szerzył kult Eucharystii.
Jan Paweł II beatyfikował go 4 października 1981 r. Jego wspomnienie przypada 3 stycznia.